# Solutrià
El solutrià és un període cultural del Paleolític superior que va seguir l'aurinyacià i s'assembla a un mosterià evolucionat.
Es divideix en presolutrià, solutrià inferior, solutrià mitjà i solutrià superior.
Com a troballes específiques, cal destacar els xiulets d'os, òxids vermells per pintar els cossos, puntes de pedra en forma de fulles de llorer i de desmai, afiladors d'esperó i bastons perforats d'os. Algun dels elements més destacats en són el Roc de Sers (Charente) i les coves de Parpalló.